# Signorine novecento
Signorine novecento è il secondo album delle Sorelle Marinetti, pubblicato il 25 maggio 2010 con etichetta Atlantic (5051865974321).
Il disco comprende alcune cover di brani statunitensi, tra cui pezzi di Glenn Miller e di Cole Porter, con testo tradotto in italiano, e brani cantati tra il 1936 ed il 1945 dal Trio Lescano.

L'album ha debuttato alla posizione numero 61 della classifica ufficiale FIMI.

## Tracce
1. Danza con me
2. Dove e quando (Where or When)
3. Signorina grandi firme
4. Il treno della neve (Chattanooga Choo Choo)
5. Il gatto in cantina
6. Ricordati ragazzo (Nature Boy)
7. Streghe
8. Grandi magazzini
9. Serenata a Vallechiara (I Know Why)
10. Vado in Cina e torno
11. Liebes kleines fräulein
12. Ma perché (Love for Sale)
13. Il maestro innamorato
14. Arcobaleno (Over the Rainbow)
15. Amaramente